# Anaïs Perrière-Pilté
Anne Laure Joséphine Hurel, coneguda com a Anaïs Perrière-Pilté (París, 1809 - París, 24 de desembre de 1878) fou una dona de lletres, salonnière i compositora francesa.

## Biografia
Anne Laure Joséphine Hurel va néixer a París l'any 1809. Més tard faria servir, inclòs al seu estat civil, el nom d'Anaïs com a primer nom.
El 1836 es va casar amb Pierre Perrière-Pilté a París, un ric industrial que va adquirir una gran fortuna amb companyies de gas i amb la instal·lació de fanals als carrers de París. Van tenir cinc fills. A més de les seves activitats industrials, Pierre Perrière-Pilté va comprar i gestionar el Théâtre du Vaudeville de París.
El 1869 el papa Pius IX va concedir un títol de noblesa papal a Anaïs Perrière-Pilté i la seva família. A partir d'aquell moment es va fer dir "Comtessa Pilté". El títol de comte el va portar el seu fill gran, Henri Pilté (nascut el 1837).
Durant el setge de París, la seva mansió es va transformar en un centre assistencial. El seu fill petit, Alphonse Pilté (1838-1891), mestre ferrer i més tard conseller municipal de Joinville-le-Pont, va servir com a brigadier a cavall en una unitat de voluntaris, l'esquadró Franchetti.
Anaïs Perrière-Pilté va morir a casa seva de la rue de Babylone de París. Tenia 69 anys.

## Salonnière
Anaïs Perrière-Pilté va animar, després de la mort del seu marit, ocorreguda el 1853, un saló cultural a les seves successives mansions, la de la rue Monsieur-le-Prince (fins al 1867) i després la de la rue de Babylone de París. Segons un columnista del diari Le Gaulois, Montjoyeux, “un gust natural va acostar Mme Pilté a les arts. S'hi va dedicar completament, i el seu saló es va convertir ràpidament en un dels més curiosos de París".
El saló de Mme Pilté era, segons James de Chambrier "obert liberalment a les arts i a les lletres; va acollir de bon grat talents desconeguts a París i que estaven contents d'aconseguir actuar al sumptuós hotel de la rue de Babylone. Per ells va ser un primer pas cap a la notorietat".
Es van organitzar dos tipus de recepcions. "Els grans [dies] eren aquells en què la mestressa de casa, amb molts coneixements de música, oferia el luxe d'oferir, tenint representats al seu teatre els primers cantants de l'Òpera, obres d'un lirisme complicat". La premsa se'n va fer ressò entre 1867 i 1877.
També es van fer sessions setmanals. "Els dies menors de l'hotel Pilté -sempre en dilluns- oferien aquest interès per trobar-hi, amb algunes il·lustracions del moment, un cert nombre de persones molt ocupades per obrir-se camí al món".

## Dona de lletres
Sota el pseudònim d'Anaïs Marcelli, Anaïs Perrière-Pilté va publicar diverses obres de poesia així com una obra de teatre. La seva producció principal pertany als anys entre 1860 i 1866. Va ser membre de la Societat d'autors i compositors dramàtics.
El 1875 va fer representar la seva obra Le Talon d'Achille al Teatre Ventadour.

## Compositora lírica
També sota el pseudònim d'Anaïs Marcelli, Anaïs Perrière-Pilté fou l'autora de diverses peces líriques, emeses entre 1866 i 1873.
La seva òpera còmica en un acte Le Sorcier, fou representada al Théâtre Lyrique du Chatelet de París el 13 de juny de 1886. Dos anys més tard, ho va ser al Théâtre de la Monnaie de Brussel·les.
Segons Montjoyeux, Anaïs Perrière-Pilté podria haver signat amb el seu pseudònim Anaïs Marcelli alguns treballs realitzats per d'altres.
Per a Arthur Pougin, fora del seu saló les obres d'Anaïs Perrière-Pilté “només van aconseguir un èxit absolutament negatiu". Segons aquest crític musical, "els aplaudiments complaents que saludaven, en la intimitat, aquests muntatges realment infantils, ja no es produïen amb públic real, que, havent pagat el seu lloc al teatre, aspirava a una qualitat ben diferent".

### Poesia
- Chants de Memphis, E. Dentu, 1860
- Musée poétique, J. Hetzel, París, 1866

### Teatre
- Le Talon d'Achilles, comèdia-drama en 3 actes, J. Claye, 1865
- L'Écouteuse, comèdia, 1874

## Obres líriques
- Le Sorcier, òpera còmica en 1 acte, lletra i música de Mme Anaïs Marcelli. Michel-Lévy frères, 1866
- Les vacances de l'amor, 1867
- La Dryade, 1870
- Jaloux de soi, proverbi líric en 1 acte, per a veu i piano, 1873
- Les souvenirs du sorcier, 1877